# Klooster Ebernach
Het Klooster Ebernach is een franciscaner klooster aan de oever van de Moezel in Sehl bij Cochem in de Duitse deelstaat Rijnland-Palts. Het klooster behoort sinds 1887 tot de congregatie van de Franciscaner Broeders van het Heilig Kruis, opgericht in 1862 door Peter Wirth (kloosternaam: broeder Jacobus), die leefde van 1830 tot 1871.

## Geschiedenis
Het begin van het klooster gaat terug op een schenking van de ridder Johan van Evernach en zijn vrouw Mechthild aan de abdij van Maria Laach in 1130. Aan de plek waar de nieuwe benedictijner abdij zou worden gesticht werd in herinnering aan de weldoeners de Latijnse naam Evernacum gegeven. De schenking bestond uit akkers, bos, weilanden, wijngebied en jacht en visrechten.
De vroegromaanse kapel van Ebernach werd in 1434 gesloopt ten behoeve van een nieuwe kapel. Het koor van deze Mariakapel, die in 1437 werd ingewijd, bleef tot op heden bewaard en werd in een uitbreiding van 1956 geïntegreerd. Het betreft een ruimte van twee traveeën met kruisribben en decoratieve sluitstenen. In de kapel staat een piëta uit de 15e eeuw.
Het klooster bleef ook in de 17e en 18e eeuw welvarend. Onder abt Abt Benedictus van der Eydt (1731-1755) onderging het klooster nieuwe uitbreidingen. Uit die tijd stamt het representatieve proosdijgebouw met een middenrisaliet en een mansardedak. Met de komst van de Franse revolutietroepen kwam er een einde aan de voorspoed van het klooster.
Op 9 juni 1802 volgde in het kader van de secularisatie de opheffing van het benedictijner klooster. Het onroerend goed kwam in handen van een rijke arts uit Cochem, die het in 1887 aan de Franciscaner Broeders van het Heilig Kruis verkocht. De broeders verzorgden in het klooster mensen met ziekte, gebreken en/of beperkingen. Nog in 1888 vonden er nieuwe uitbreidingen plaats.
In mei 1943 werden 199 bewoners met een verstandelijke beperking door de nazi's uit het Cochemer klooster gehaald en naar de kliniek Kulparkow bij Lemberg (tegenwoordig Lviv, Oekraïne) gedeporteerd om daar te worden omgebracht. Een in 2005 geplaatst monument bij de ingang van het klooster herinnert aan de slachtoffers van deze misdaad. Onder het monument werd grond uit Kulparkow vermengd met de grond van Ebernach.

## Het huidige klooster
Voor de franciscanen staat de mens centraal en zij wijden zich ook tegenwoordig nog aan de zorg voor ongeveer 300 mensen met een lichamelijke of psychische beperking. Het klooster heeft een divers woonaanbod; er zijn woongroepen, individueel woonaanbod en er is een mogelijkheid voor kortstondige opvang ter ontlasting van familieleden. Daarnaast wordt ook ambulante zorg geboden.